# 팬 레터

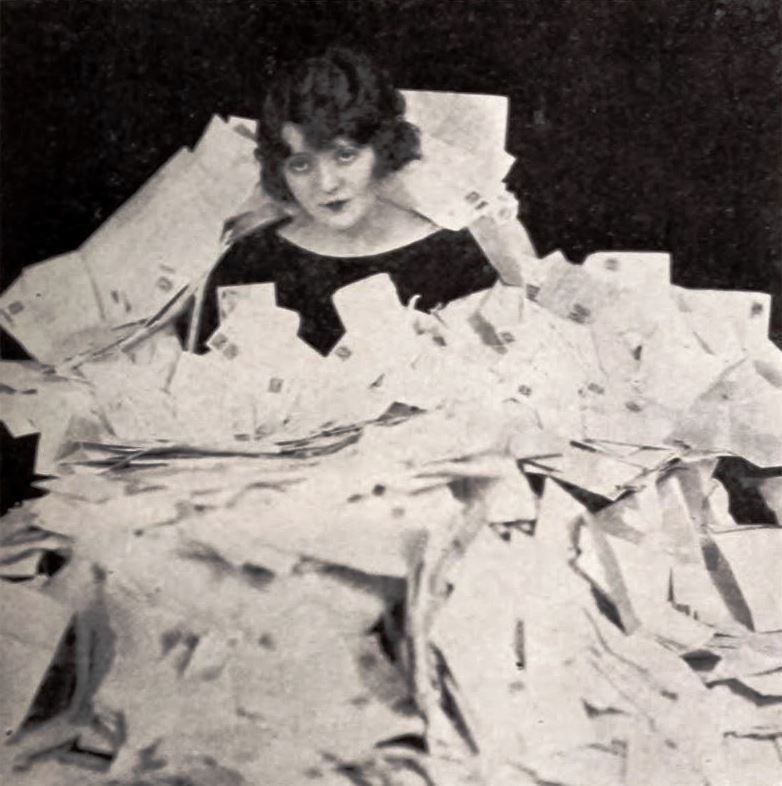

팬레터(fan letter) 또는 팬메일(fan mail)은 팬들이 지지하는 사람에게 메일이나 편지를 보내는 행위를 말한다.
팬 메일은 팬이나 팬이 공인, 특히 유명인에게 보내는 메일이다. 팬의 지지와 감탄에 대한 보답으로 유명 인사는 팬의 격려, 선물, 지원에 대해 감사를 표하는 사인이 담긴 포스터, 사진, 답장 또는 메모를 보낼 수 있다. 공인에게 보내는 팬 메일은 우편, 이메일, 소셜 미디어 및 팬과 사용자가 좋아하는 공인과 소통할 수 있는 기타 플랫폼을 통해 이루어질 수 있다.

## 개요
팬들은 지지하는 운동 선수, 배우, 가수 등에게 메일이나 편지를 보내 응원한다. 받은 사람은 일반적으로 3-4개월 뒤에 답장을 하며, 그 사람이 얼마나 유명에 따라 오래 걸린다. 정말로 유명한 사람이라면 팬 메일이 너무 많이와 그들은 회신하지 않을 수도 있다.
팬 메일은 편지, 카드, 예술 작품, 선물, 소셜 미디어 계정에 대한 댓글 등의 형태일 수 있다. 정치인, 운동선수, 배우, 예술가, 작가, 가수, 밴드, 스포츠팀 코치, 블로거, SNS 스타 등 각종 공익연예인에게 팬메일을 보내는 경우가 많다. 응답이 오기까지 많은 시간이 걸리거나 전혀 오지 않을 수도 있다. 주요 연예인이나 공인은 매일 수천 통의 팬 메일을 받기 때문에 일반적으로 모두 답장하거나 읽는 것이 불가능하며 결과적으로 그의 매니지먼트 팀이 팬 메일을 조사하는 임무를 맡는 경우가 많다. 메일 수신. 하지만 팀 알렌(Tim Allen)이나 테일러 스위프트(Taylor Swift)와 같은 유명인들이 팬 메일에 응답하는 경우도 있다. 2001년 탄저균 공격 직후, 일부 스튜디오와 대행사는 안전과 보안상의 이유로 팬 메일을 더 이상 받지 않고 팬들에게 다른 연락 방법을 안내했다.

## 메일에 대한 응답
많은 팬 메일 응답은 사인 사진으로 시작되었지만 점차 소셜 미디어를 통한 소통으로 발전했다. 테일러 스위프트, J. K. 롤링 등 많은 유명인과 공인들이 텀블러와 트위터를 통해 팬, 때로는 싫어하는 사람들에게 반응하는 것으로 알려져 있다. J. K. 롤링은 자신의 트위터 계정을 통해 팬들과 소통한 경우가 많았다. 테일러 스위프트는 또한 자신의 소셜 미디어 계정을 통해 알게 된 일부 팬들에게 팬 메일의 일종인 팬 선물 패키지를 보내는 등 자신의 팬과 추종자들에게 적극적으로 응답하는 것으로 알려져 있다. 일부 공인은 소셜 미디어를 통해 팬들에게 응답했지만, 공인의 우편 응답은 드물거나 존재하지 않으며 개인적인 응답이 아닌 공인의 매니지먼트 팀의 응답이 종종 있는 것으로 알려져 있다.